# Hylemera cadoreli
Hylemera cadoreli là một loài bướm đêm trong họ Geometridae.